# Зик Наџи
 Зик Наџи (енгл. Ezekiel Tobechukwu "Zeke" Nnaji; Минеаполис, Минесота, 19. јануар 2001) амерички је кошаркаш. Игра на позицијама крилног центра и центра, а тренутно наступа за Денвер нагетсе.

## Младост
Наџи је рођен у Минеаполису. Играо је бејзбол и фудбал пре него што је почео да се бави кошарком због своје висине. Од првог разреда свира клавир. Ннаји компонује сопствену музику.

## Средњошколска каријера
Наџи је почео да игра кошарку као средњошколац за Лејквил Норт у Лејквилу, Минесота, пре него што је прешао у средњу школу Хопкинс у Минитонки, Минесота. Као сениор, просечно је бележио 24,1 поен и 9,4 скока по утакмици и водио је Хопкинса до титуле државе Минесота 4А победом над својом бившом школом Лејквилом Норт. Наџи је у првенственој утакмици постизао 14 поена и имао по 12 скокова. Играо је за клуб Д1 из Минесоте који спонзорише Адидас заједно са Метјуом Хертом. Од значајнијих признања Наџи је позван и играо је на Ајверсон класику. Наџи је био рангиран као 22. у својој класи и избор са пет звездица од стране Ривалса, али већина других служби за регрутовање га је сматрала избором са четири звездице. Он се обавезао да ће играти колеџ кошарку за Аризону и поред понуда из Канзаса, Кентакија, Северне Каролине и УКЛА.

## Колеџ
Наџи је 6. новембра 2019. дебитовао на колеџу, постигавши 20 поена за 21 минут и помогао Аризони да победи Северну Аризону са 91 : 52. Пет дана касније, проглашен је бруцошом недеље на конференцији Пак-12. Наџи је освојио исту награду следеће недеље, са 26 поена и 11 скокова у победи од 87 : 39 над Стејтом Сан Хозе. Постао је први играч Аризоне који је постигао 20 поена и сакупио 10 скокова у своје прве три утакмице откако је то Брендон Ешли урадио против Лонг Бич Стејта у сезони 2012/13. На крају регуларне сезоне, Наџи је проглашен за први тим Ол-Пак-12 и Пак-12 бруцоша године. Наџи је у просеку постизао 16,1 поен по утакмици уз 57 одсто шута и хватао 8,6 скокова по утакмици као бруцош. После сезоне, пријавио се за НБА драфт 2020.

## Професионална каријера

### Денвер нагетси (2020–данас)
Наџи је изабран као 22. пик на НБА драфту 2020. од стране Денвер нагетса. Дана 1. децембра 2020. Наџи је потписао свој почетнички уговор са Нагетсима. Наџи је постао НБА шампион када су Нагетси победили Мајами хит у 5 утакмица финала НБА лиге 2023.

## Статистика

### НБА статистика

#### Регуларни део сезоне
| Сезона   | Екипа          | ОУ  | СУ | МПУ  | ПШ%  | 3П%  | СБ%  | СПУ | АПУ | УПУ | БПУ | ППУ |
| -------- | -------------- | --- | -- | ---- | ---- | ---- | ---- | --- | --- | --- | --- | --- |
| 2020/21. | Денвер         | 42  | 1  | 9.5  | .481 | .407 | .800 | 1.5 | .2  | .2  | .1  | 3.2 |
| 2021/22. | Денвер нагетси | 41  | 1  | 17.0 | .516 | .463 | .631 | 3.6 | .4  | .4  | .3  | 6.6 |
| 2022/23. | Денвер нагетси | 53  | 5  | 13.7 | .561 | .262 | .645 | 2.6 | .3  | .3  | .4  | 5.2 |
| Укупно   | Укупно         | 136 | 7  | 13.4 | .527 | .382 | .655 | 2.6 | .3  | .3  | .3  | 5.0 |

#### Плеј-оф
| Сезона | Екипа  | ОУ | СУ | МПУ | ПШ%   | 3П%   | СБ%  | СПУ | АПУ | УПУ | БПУ | ППУ |
| ------ | ------ | -- | -- | --- | ----- | ----- | ---- | --- | --- | --- | --- | --- |
| 2021.  | Денвер | 5  | 0  | 3.5 | .500  | .429  | .500 | .4  | .4  | .2  | .0  | 2.4 |
| 2022.  | Денвер | 2  | 0  | 4.3 | 1.000 | 1.000 | —    | .0  | .0  | .0  | .0  | 1.5 |
| 2023.  | Денвер | 5  | 0  | 2.4 | .500  | .333  | —    | .4  | .0  | .2  | .0  | 1.0 |
| Укупно | Укупно | 12 | 0  | 3.2 | .538  | .455  | .500 | .3  | .2  | .2  | .0  | 1.7 |

### Колеџ
| Сезона   | Екипа              | ОУ | СУ | МПУ  | ПШ%  | 3П%  | СБ%  | СПУ | АПУ | УПУ | БПУ | ППУ  |
| -------- | ------------------ | -- | -- | ---- | ---- | ---- | ---- | --- | --- | --- | --- | ---- |
| 2019/20. | Аризона вајлдкетси | 32 | 32 | 30.7 | .570 | .294 | .760 | 8.4 | .8  | .7  | .9  | 16.1 |